# Lo-fi modell
Lo-fi modell (eng. Low Fidelity Prototyping) är ett ovärderligt verktyg för design som är oberoende av specifika datorsystem.
En lo-fi-modell är konstruerad tidigt i konstruktionsfasen så att en fungerande prototyp kan utvärderas. Lo-fi-modellen implementeras med hjälp av papper och penna och kan byggas snabbt och billigt. Användning av en sådan modell främjar iterativ användarcentrerad design.